# Aydın Büyükşehir Belediyespor (voleibol femení)
Aydın Büyükşehir Belediyespor és l'equip de voleibol femení de l'Aydın Büyükşehir Belediyespor, i és una de les més destacades d'aquest club poliesportiu turc.

## Palmarès femení
- CEV Challenge Cup
  - Finalistes (1): 2018-19[1][2]